# Bombylius dimidiatus
Bombylius dimidiatus är en tvåvingeart som beskrevs av Macquart 1840. Bombylius dimidiatus ingår i släktet Bombylius och familjen svävflugor. Inga underarter finns listade i Catalogue of Life.